# Тяпкина, Антонина Яковлевна
Антонина Яковлевна Тяпкина  (в браке — Ефремова; Пустой шаблон {{ВД-Преамбула}} ) — советский хозяйственный деятель, Герой Социалистического Труда.

## Биография
Родилась в 1930 году в деревне Муравкино. Член КПСС.
В 1945—1951 гг. — доярка племенного молочного совхоза «Караваево» Костромского района Костромской области.
Указом Президиума Верховного Совета СССР от 12 июля 1949 года присвоено звание Героя Социалистического Труда с вручением ордена Ленина и золотой медали «Серп и Молот».
С замужеством, сменив фамилию на Ефремова, покинула Караваево, переселившись в Омск.
В 1951—1967 гг. — ткачиха Омской кордной фабрики.
В 1967—1985 гг. — рабочая НПО «Прогресс» в городе Омске.
С 1985 года — персональный пенсионер союзного значения.
Умерла в 2003 году в Омске.

## Награды и звания
- Герой Социалистического Труда (12.07.1949)
- Орден Ленина (25.08.1948, 12.07.1949, 16.10.1950)